# Мирисхия
Мирисхия  (лат. Mirischia) — монотипический род тероподовых динозавров из семейства компсогнатид, живших в раннемеловую эпоху (альбский век, 113,0—100,5 млн лет назад) на территории, которую сейчас занимает Бразилия. Типовым и единственным видом является Mirischia asymmetrica.

## Открытие и название
В 2000 году палеонтологи Дэвид Мартилл и Эберхард Фрей сообщили о находке образца мелкого динозавра, сохранившегося в меловой конкреции, незаконно приобретённой Государственным музеем естествознания в Карлсруэ у нелегального торговца окаменелостями, который сообщил, что образец был найден в Чапада-до-Арарипе, а конкретно в муниципалитете Арарипина, штат Пернамбуку (Бразилия). В 2004 году палеонтологи Даррен Нэйш, Дэвид Мартилл и Эберхард Фрей назвали и описали типовой вид Mirischia asymmetrica. Название рода сочетает в себе лат. mirus, чудесный, и др.-греч. ἴσχιον, ischion, таз. Видовое название указывает на тот факт, что левая часть седалищной кости образца отличается от её правой части.
Голотип SMNK 2349 PAL имеет вероятное происхождение из геологической формации Ромуальдо, которую датируют альбским ярусом меловой системы. Образец представляет собой сочленённый скелет, включающий таз, неполные задние конечности, 2 грудных позвонка, ребро, гастралии, неполные подвздошные, лобковые и седалищные кости, фрагменты кости бедра и верхние части правых большеберцовой и малоберцовой кости. Перед лобком присутствует кусочек окаменевшего кишечника. Образец представляет собой незрелую особь.

## Описание

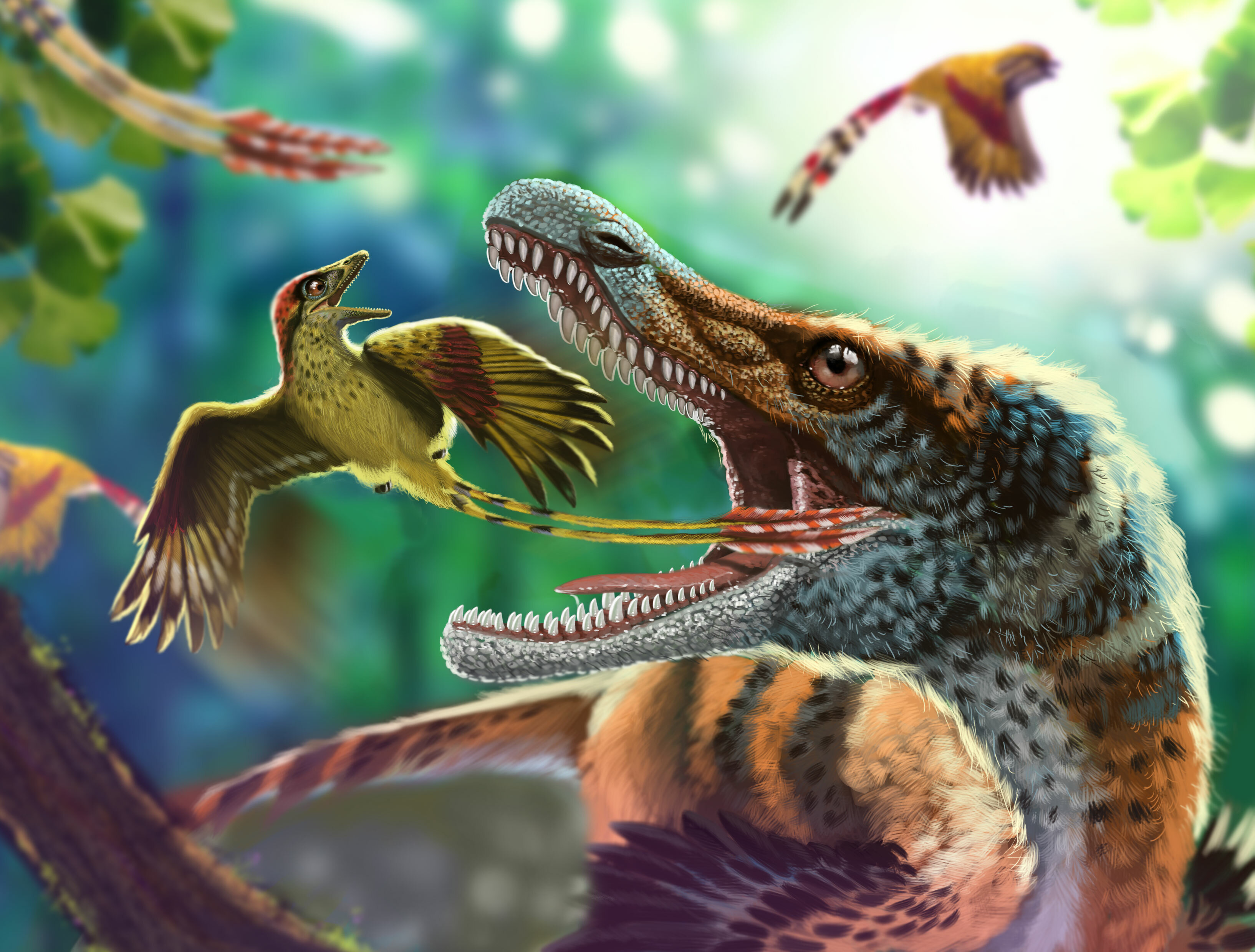
Компсогнатид Mirischia и энанциорнисовая птица Cratoavis

Мирисхия была мелким бипедальным хищником. Авторы описания оценили размер животного в 2,1 метра. Американский палеонтолог Грегори С. Пол оценил размеры динозавра в 2 метра, а массу — около 7 килограммов. Седалищные кости голотипа асимметричны: на левой имеется сквозное овальное отверстие, а на правой — открытая выемка в том же месте. образец также примечателен тем, что в нём сохранились остатки мягких тканей. Помимо фрагмента окаменевшего кишечника сохранился воздушный мешок — так авторы описания интерпретировали пустоту между лобковыми и седалищными костями. Некоторые учёные предполагали, что анатомия нептичьих теропод, подобно птицам, могла включать систему посткраниальных воздушных мешков, и открытие мирисхии, кажется, подтверждает эту гипотезу. Ещё одной примечательной чертой является исключительная тонкость костной стенки всех элементов скелета.

## Систематика
Д. Нэйш и его коллеги отнесли новый таксон к семейству компсогнатид и указали на его тесное родство с компсогнатом из верхней юры Европы, Aristosuchus из нижнего мела Англии и синозавроптерикса из Китая. В этом случае это единственный компсогнатид, известный из Северной и Южной Америки.